# Bieiris de Romans
Bieiris de Romans (o Bietris o Beatritz) (fl....primera meitat del segle xiii) fou una trobairitz occitana.

## Vida
No es conserva cap vida de Bieiris de Romans ni documents que ens donin informació sobre la seva persona. Hauria de ser originària de Romans-sur-Isère. En realitat, en l'únic manuscrit que ens ha tramès la seva única poesia, la rúbrica diu Bieris de R., però cal suposar que fa referència a Romans. La cronologia de la seva producció poètica és incerta, però s'acostuma a situar en la primera meitat del xiii.
En el cançoner T es conserva l'única cançó que ens ha pervingut d'aquesta trobairitz, Na Maria, pretz [e] fina valors. El fet que dirigeixi una cançó d'amor a una altra dona (Na Maria, que no ha estat identificada amb certesa) ha cridat l'atenció i els estudiosos han al·ludit o bé al possible lesbianisme de la relació entre Bieris i Maria, o bé han volgut veure en el nom de Maria una al·lusió a la Verge, o fins i tot alguns han cregut que aquesta poesia estava en realitat escrita per un home. Angelica Rieger creu que és, efectivament, un poema d'una dona adreçat a una altra dona com a manifestació de tendresa, però que cal entendre'l dins del codi cortès, sense que impliqui lesbianisme.

## Obra
- (93,1)[4] Na Maria, pretz [e] fina valors